# Вечірник сонцелюбний
Вечірник сонцелюбний, клаузія сонцелюбна (Clausia aprica) — вид рослин з родини капустяних (Brassicaceae); поширений у Євразії від сходу України до Сибіру.

## Опис
Багаторічна трав'яниста рослина заввишки (5)9–40(45) см, запушена простими волосками з домішкою залозистих. Стебла випростані. Прикореневі листки на ніжці 4–10(15) мм; листова пластинка зворотно-ланцетна або довгаста, 1–3(4) см × 2–4(6) мм, від рідко до щільно-волосиста, край цілий або рідко зубчастий, верхівка гостра або тупа. Листки середини стебла сидячі, ланцетні або довгасті, 1–3(5) см × 1–5(8) мм, край цілий або зубчастий, верхівка гостра або тупа. Плодоніжки щільно-залозисті. Чашолистки голі або мало-волосаті. Пелюстки широко зворотно-яйцюваті, 12–20 мм довжиною, з довгими нігтиками, пурпурові, лілово-пурпурові або білі. Стручки циліндричні, 4-гранні, 3–6(8) см завдовжки, 1.5–2 мм ушир, мало-залозисті або голі. Насіння 1.2–2 × 0.8–1.2 мм.
Період цвітіння: травень — липень.

## Поширення
Поширений у Євразії: схід України, Росія, Казахстан, Монголія, Сіньцзян (Китай). Населяє гірські схили, степ.
В Україні вид зростає на сухих схилах, на крейдах і вапняках — дуже рідко в Луганській області (на р. Деркул і р. Комишна).